# Agrypnus binodulus
Agrypnus binodulus es una especie de escarabajo del género Agrypnus, tribu Agrypnini, familia Elateridae. Fue descrita científicamente por Motschulsky en 1861.
Se distribuye por Corea, Japón, China y Rusia. La especie se mantiene activa durante todos los meses del año.